# Diedrich Diederichsen
Diedrich Diederichsen (* 15. srpna 1957, Hamburk) je německý spisovatel, novinář a kulturní kritik. Začínal koncem sedmdesátých let jako hudební publicista v časopise Sounds a věnoval se punkové hudbě a hudební nové vlně. Později pracoval pro další hudební časopis, Spex. Rovněž se věnoval pedagogické činnosti na Merzově akademii ve Stuttgartu a později na Akademii výtvarných umění ve Vídni.